# بیهنس
بیهنس (به انگلیسی: Behance) (همچنین به شکل Bēhance) شبکه‌ای از سایت‌ها و خدمات است که در خود ارتقایی از جمله مشاوره آنلاین و سایت‌های ارائه نمونه کار تخصص یافته‌است و به شرکت نرم‌افزاری ادوبی تعلق دارد.
بیهنس یکی از بهترین و معتبرترین وب سایت‌ها برای به اشتراک‌گذاری و نمایش مجموعه آثار طراحان و استودیوها، در شاخه‌های مختلف هنر به صورت آنلاین به حساب می‌آید. این سایت بهترین پروژه‌های ارائه شده در طول یک سال توسط هنرمندان را در پایان هر سال معرفی می‌نماید.